# Picris hieracioides
L'aspraggine comune (nome scientifico Picris hieracioides L., 1753) è una specie di pianta angiosperma dicotiledone della famiglia delle Asteraceae.

## Etimologia
Il nome del genere (Picris) deriva da una parola greca (pikros) il cui significato è "amaro" e si riferisce al sapore aspro della pianta. L'epiteto specifico (hieracioides) deriva dall'unione di sue parole: dal nome "Hieracium", un genere di piante appartenenti alla stessa famiglia, e la parola greca eidos (= simile di aspetto) intendendo quindi che le specie del genere Picris sono molto simili a quelle del genere Hieracium.

Il binomio scientifico della pianta di questa voce è stato proposto da Carl von Linné (1707 – 1778) biologo e scrittore svedese, considerato il padre della moderna classificazione scientifica degli organismi viventi, nella pubblicazione "Species Plantarum" del 1753.

## Descrizione

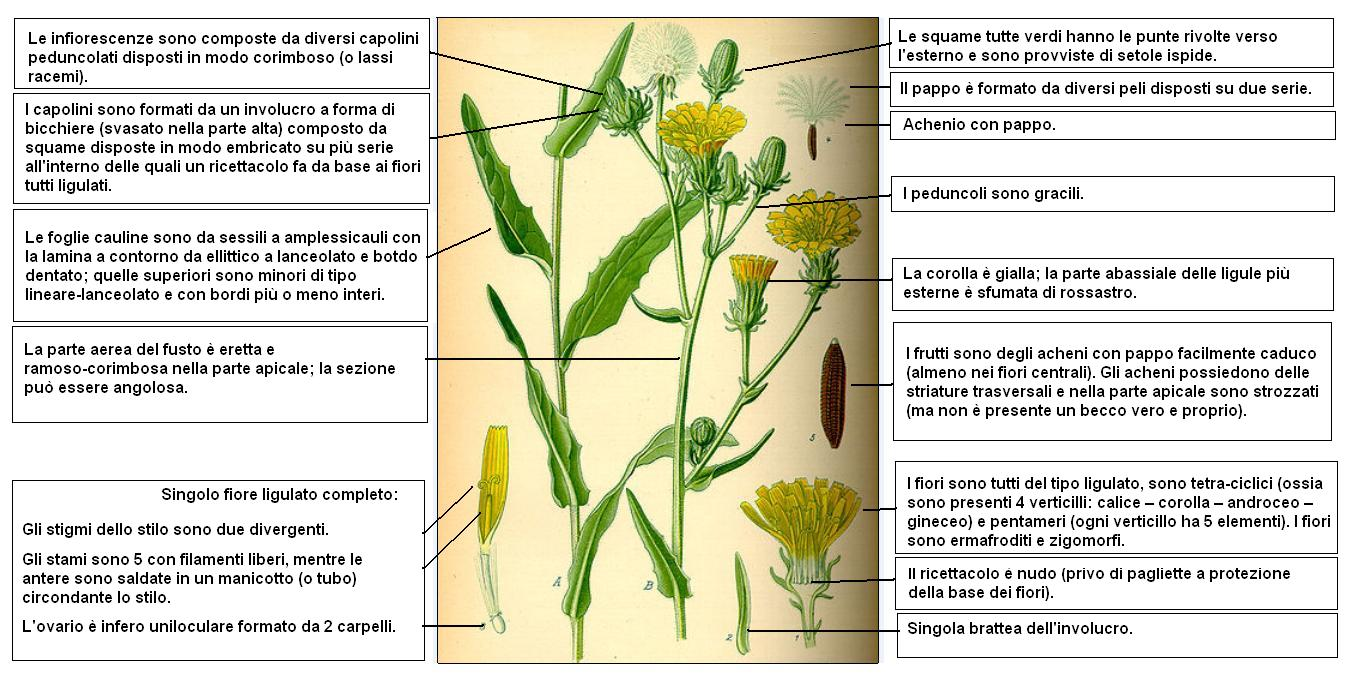
Descrizione delle parti della pianta

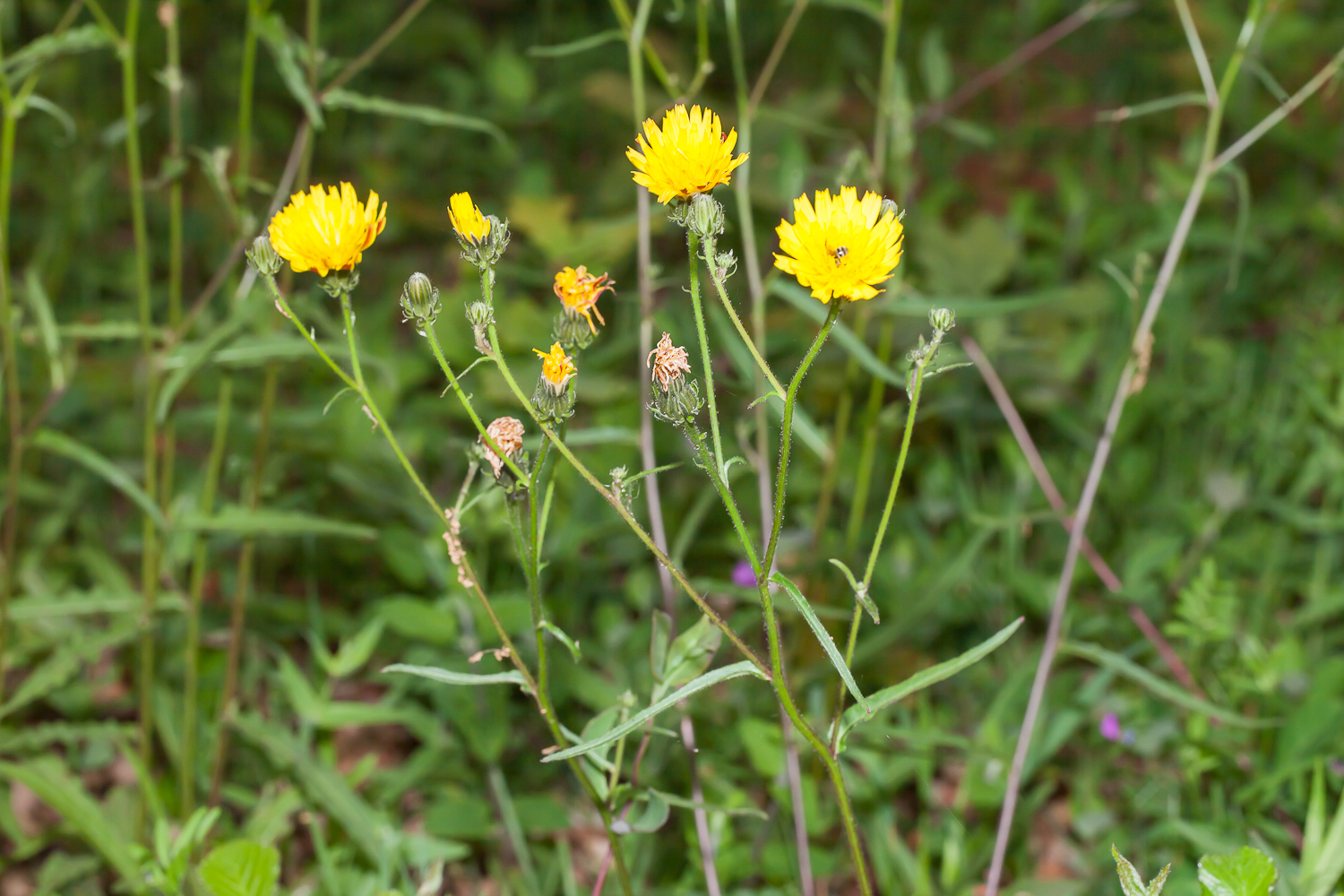
Il portamento

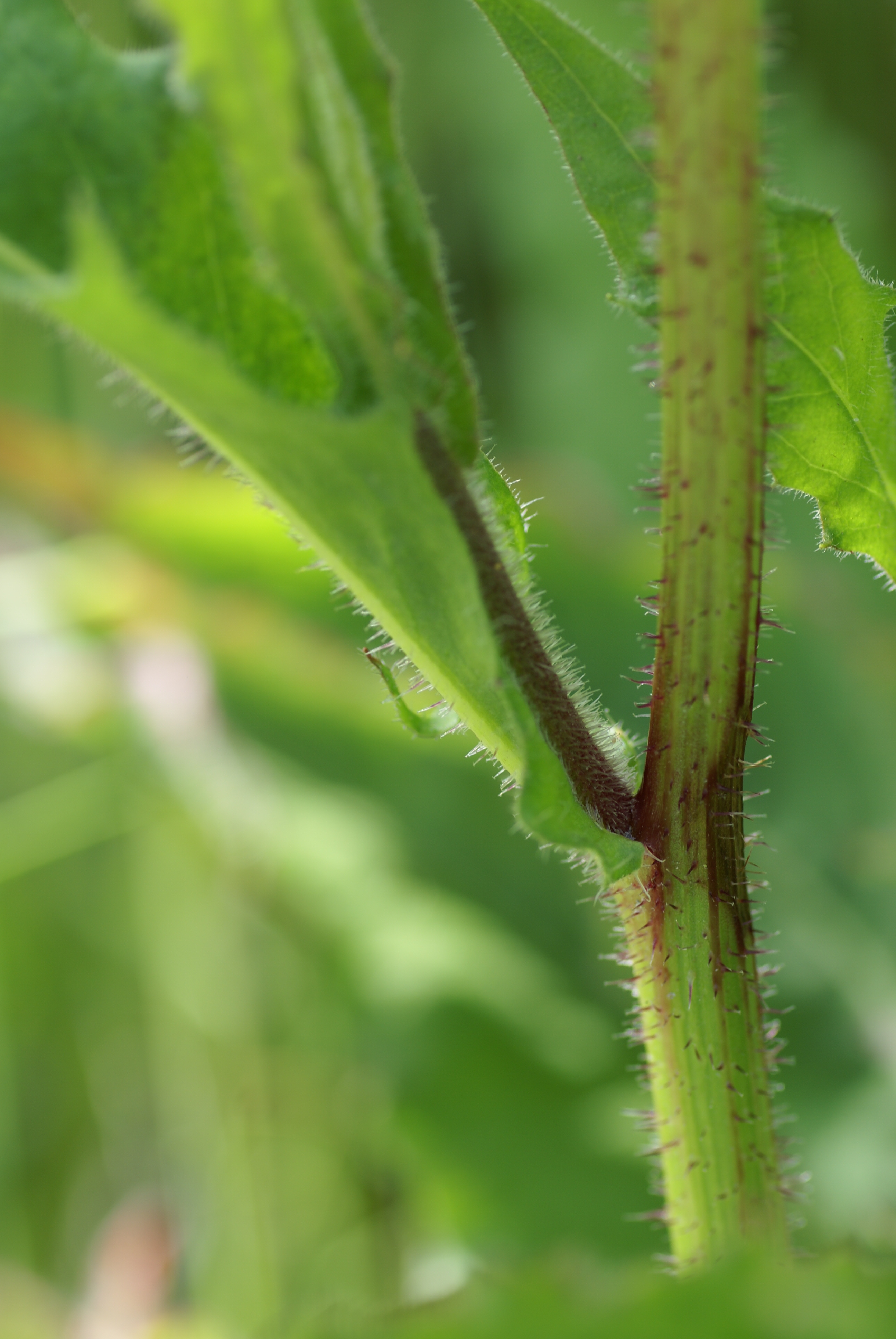
Il fusto

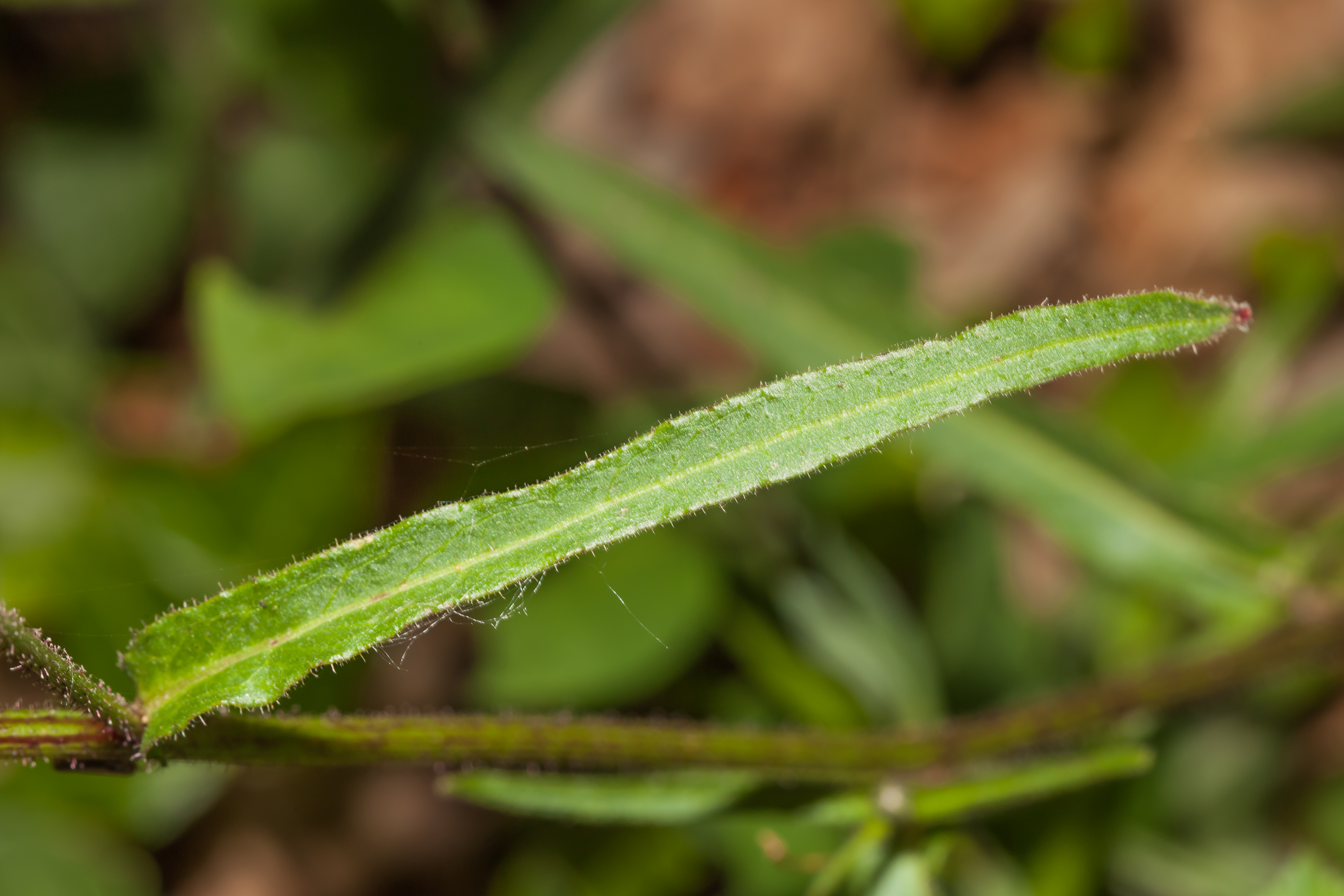
La foglia

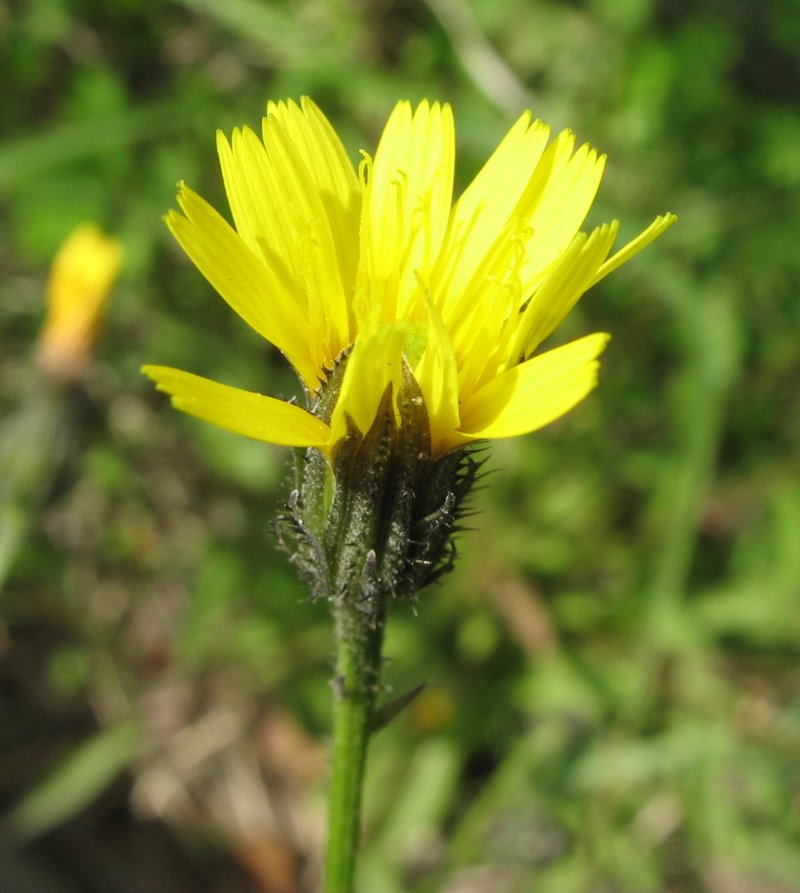
L'infiorescenza

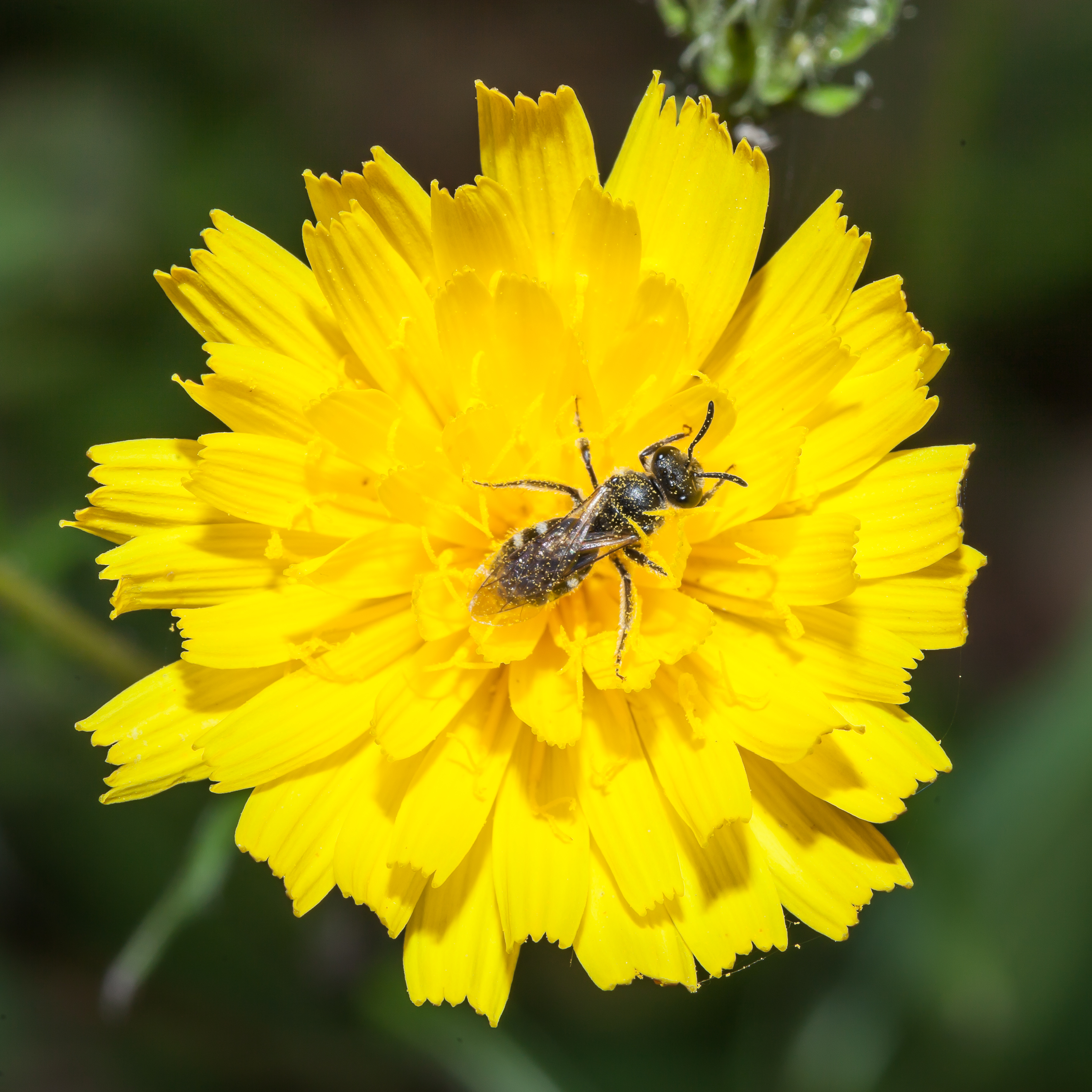
I fiori ligulati

Habitus. Le piante di questa specie sono erbacee perenni o biennali la cui altezza può variare da 3 dm fino a 8 dm (massimo 1 metro). La forma biologica prevalente della specie è emicriptofita scaposa (H scap), ossia sono piante perennanti con gemme poste al livello del suolo con fusto allungato e mediamente foglioso; ma si possono trovare anche piante con la forma biologica emicriptofita bienne (H bienn). Tutta la pianta è ispida e sul fusto, sulle foglie e sulle squame sono presenti delle setole a forma d'ancora (ispide setole a due punte).
Radici. Le radici sono del tipo fascicolato.
Fusto. La parte aerea del fusto è eretta e ramoso-corimbosa nella parte apicale; la sezione può essere angolosa.
Foglie. Le foglie si dividono in basali e in cauline e sono disposte in modo alterno. Quelle basali sono picciolate ed hanno una lamina a contorno spatolato; i bordi sono grossolanamente dentati oppure sono decisamente lobati. Le foglie cauline variano da sessili a amplessicauli con la lamina a contorno da ellittico a lanceolato e bordo dentato; quelle superiori sono minori di tipo lineare-lanceolato e con bordi più o meno interi. Dimensione delle foglie basali: larghezza 1 – 5 cm; lunghezza 6 – 14 cm (massimo 30 cm). Dimensione delle foglie cauline ellittiche: larghezza 4 cm; lunghezza 9 cm. Dimensione delle foglie cauline lanceolate: larghezza 2 cm; lunghezza 9 cm.
Infiorescenza. Le infiorescenze sono composte da diversi capolini peduncolati disposti in modo corimboso (o lassi racemi). I peduncoli sono gracili. I capolini sono formati da un involucro a forma di bicchiere (svasato nella parte alta) composto da brattee (o squame) disposte in modo embricato (o a spirale) su più serie all'interno delle quali un ricettacolo fa da base ai fiori tutti ligulati. Le squame tutte verdi hanno le punte rivolte verso l'esterno (quelle più esterne) e sono provviste di setole ispide. Il ricettacolo è nudo (privo di pagliette a protezione della base dei fiori). Diametro medio dei capolini: 2 – 3 cm. Dimensioni dell'involucro: larghezza 10 – 16 mm; lunghezza 8 – 15 mm.
Fiore. I fiori sono tutti del tipo ligulato (il tipo tubuloso, i fiori del disco, presente nella maggioranza delle Asteraceae, qui è assente), sono tetra-ciclici (ossia sono presenti 4 verticilli: calice – corolla – androceo – gineceo) e pentameri (ogni verticillo ha 5 elementi). I fiori sono ermafroditi e zigomorfi.
- Formula fiorale:

*/x K {\displaystyle \infty }, [C (5), A (5)], G 2 (infero), achenio
- Calice: i sepali del calice sono ridotti ad una coroncina di squame.
- Corolla: i petali alla base sono saldati a tubo e terminano con una ligula a 5 denti (è la parte finale dei cinque petali saldati fra di loro). La corolla è gialla; la parte abassiale delle ligule più esterne è sfumata di rossastro. Dimensione della corolla dei fiori esterni: larghezza 3 mm; lunghezza 15 mm.
- Androceo: gli stami sono 5 con filamenti liberi, mentre le antere sono saldate in un manicotto (o tubo) circondante lo stilo.[18] La base delle antere è acuta. Il polline è tricolporato.[19]
- Gineceo: gli stigmi dello stilo sono due divergenti. La superficie stigmatica è posizionata internamente (vicino alla base).[20] L'ovario è infero uniloculare formato da 2 carpelli.
- Antesi: da giugno a ottobre.

Frutti. I frutti sono degli acheni con pappo facilmente caduco (almeno nei fiori centrali). Gli acheni possiedono delle striature trasversali e nella parte apicale sono strozzati (ma non è presente un becco vero e proprio). Il pappo è formato da diversi peli disposti su due serie. Dimensione dell'achenio: 3 – 6 mm. Dimensione del pappo: 5 – 7 mm.

## Biologia
- Impollinazione: l'impollinazione avviene tramite insetti (impollinazione entomogama tramite farfalle diurne e notturne).
- Riproduzione: la fecondazione avviene fondamentalmente tramite l'impollinazione dei fiori (vedi sopra).
- Dispersione: i semi (gli acheni) cadendo a terra sono successivamente dispersi soprattutto da insetti tipo formiche (disseminazione mirmecoria). In questo tipo di piante avviene anche un altro tipo di dispersione: zoocoria. Infatti gli uncini delle brattee dell'involucro si agganciano ai peli degli animali di passaggio disperdendo così anche su lunghe distanze i semi della pianta.

## Distribuzione e habitat
La specie Picris hieracioides s.s. (per i dati relativi alle varie sottospecie vedere il paragrafo Variabilità) ha come area di origine il tipo corologico Eurosiberiano; la distribuzione sul territorio italiano è totale ed è considerata specie comune; l'habitat tipico sono le zone incolte e le aree lungo le vie fino ad una altitudine di 2.200 m s.l.m.. Le varie sottospecie sono presenti anche nel resto dell'Europa e in Asia; in America del nord e in Australia sono considerate specie naturalizzate.

## Tassonomia
La famiglia di appartenenza di questa voce (Asteraceae o Compositae, nomen conservandum) probabilmente originaria del Sud America, è la più numerosa del mondo vegetale, comprende oltre 23.000 specie distribuite su 1.535 generi, oppure 22.750 specie e 1.530 generi secondo altre fonti (una delle checklist più aggiornata elenca fino a 1.679 generi). La famiglia attualmente (2021) è divisa in 16 sottofamiglie.
Il genere Picris contiene 46 specie, quattro delle quali sono presenti nella flora spontanea italiana.

### Filogenesi
Il genere di questa voce appartiene alla sottotribù Hypochaeridinae della tribù Cichorieae (unica tribù della sottofamiglia Cichorioideae). In base ai dati filogenetici la sottofamiglia Cichorioideae è il terz'ultimo gruppo che si è separato dal nucleo delle Asteraceae (gli ultimi due sono Corymbioideae e Asteroideae). La sottotribù Hypochaeridinae fa parte del "quarto" clade della tribù; in questo clade è posizionata nel "core" del gruppo , vicina alle sottotribù Crepidinae e Chondrillinae.
La tassonomia di questo genere nel corso del tempo ha subito più di qualche aggiornamento in quanto le sue specie sono molto polimorfe (sono presenti specie diploidi, tetraploidi e esaploidi). Attualmente il genere è diviso in due cladi individuati biogeograficamente: (1) un primo centro di diversità nella regione del Mediterraneo occidentale-meridionale e nell'Asia mediterranea (fino al Sinai), e un secondo centro più orientale diviso a sua volta in due subcladi: (2a) Levante e Asia sud-occidentale; (2b) Asia orientale tropicale fino all'Australia e alla Nuova Zelanda. Dalle analisi di datazione molecolare Picris si è separato dal suo "gruppo fratello" (Leontodon e Helminthotheca) durante il Miocene superiore (circa 10 milioni di anni fa) e si è diviso attraverso un evento di vicarianza (isolamento geografico) in due cladi in gran parte allopatrici (Nord Africa e Mediterraneo orientale-Asia sud-occidentale).
I caratteri distintivi per la specie di questa voce sono:
- i fusti sono angolosi e più o meno ispidi;
- i peduncoli non sono ingrossati sotto i capolini;
- il diametro dell'involucro varia tra 10 - 16 mm:
- le brattee dell'involucro sono scarsamente setoloso-ispide (lunghezza 3 - 8 mm);
- gli acheni sono lunghi 3 - 6 mm.

Il numero cromosomico di P. hieracioides è: 2n = 10.

### Variabilità
Questa pianta è molto polimorfa con diverse sottospecie. I caratteri più soggetti a variabilità, tra gli altri, sono i seguenti:
- la pelosità del fusto e delle foglie (si possono avere piante da densamente ispide fino a quasi glabre);
- le setole possono avere più o meno pronunciata la caratteristica morfologica dell'apice a forma di ancora con due punte;
- il colore delle setole (chiaro o scuro);
- la forma degli involucri;
- la forma delle squame;
- la disposizione dei capolini.

A causa della spiccata polimorfia, questa specie ha una tassonomia infraspecifica molto controversa. Dalle analisi sia morfologiche che genetiche si possono distinguere fondamentalmente due taxa infraspecifici: (1) uno limitato ad altitudini più elevate (dalla fascia montana alla fascia alpina); il suo habitat si trova nelle comunità delle erbe alte su pendii relativamente asciutti e caldi; eventualmente questo taxon si può trovare in comunità subalpine di arbusti decidui, con penetrazione anche in habitat sinantropici (sottospecie tipica: subsp. umbellata); (2) l'altro è distribuito nelle pianure fino alla fascia submontana in tutta Europa; si trova in una varietà di habitat aperti come praterie xeroterme secche e habitat sinantropici disturbati come i margini stradali, ferrovie, terrazze fluviali di pianura, frutteti, vigneti, ecc. (corrisponde alla sottospecie tipica). Quest'ultimo gruppo si è evoluto fino nella regione del Mediterraneo orientale-Asia sudoccidentale.
Qui di seguito sono indicate le sottospecie della flora spontanea italiana.

#### Sottospeciehieracioides

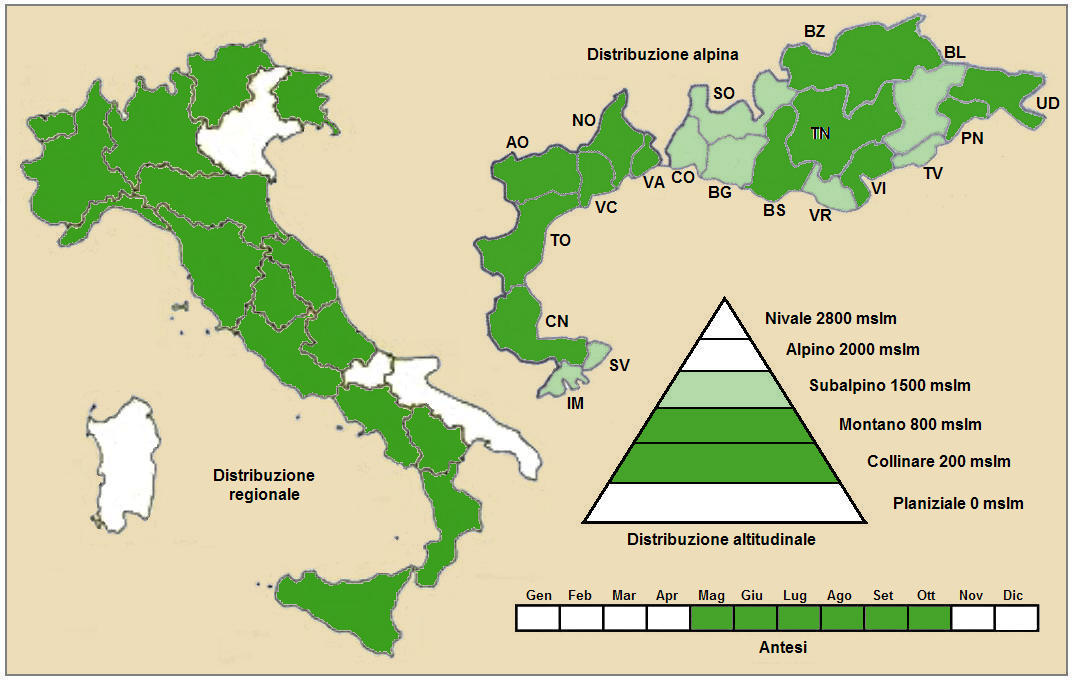
Distribuzione della sottospecie hieracioides
(Distribuzione regionale – Distribuzione alpina)

- Nome scientifico: Picris hieracioides subsp. hieracioides.
- Nome comune: picride falso sparviere.
- Descrizione: i fusti, molto ramosi con rami allungati, non sono molto ispidi; le foglie sono dentate o sinuate; le squame dell'involucro sono densamente setolose (con setole chiare - giallastre o verdastre - e lunghe); diametro del capolino: 20 – 30 mm; gli acheni sono lunghi 3 . 5 mm.
- geoelemento: il tipo corologico (area di origine) è Eura-Siberiano.
- Distribuzione: questa sottospecie è presente su tutto il territorio italiano; nelle Alpi è presente quasi ovunque; fuori dai confini italiani (sempre sull'arco alpino) si trova in Francia (dipartimenti di Hautes-Alpes, Alpes-Maritimes, Drôme, Savoia e Alta Savoia) Svizzera (cantone Berna) Austria (tutti i Länder) è la Slovenia; sugli altri rilievi europei si trova nella Foresta Nera, Vosgi, Massiccio del Giura, Massiccio Centrale, Pirenei, Monti Balcani e Carpazi.[27]
- Habitat: l'habitat tipico sono le colture, le aree ruderali secche, le praterie rase anche rocciose, i prati e i pascoli mesofili; il substrato preferito è sia calcareo che siliceo con pH basico, alti valori nutrizionali del terreno che deve essere secco.
- Distribuzione altitudinale: da un punto di vista altitudinale questa specie frequenta il piano vegetazionale collinare, quello montano e in parte quello subalpino (oltre a quello planiziale).
- Fitosociologia.

- Dal punto di vista fitosociologico alpino la presente sottospecie appartiene alla seguente comunità vegetale:

Formazione: comunità perenni nitrofile
Classe: Artemisietea vulgaris
Ordine: Onopordetalia acanthii
Alleanza: Dauco-Melilotion
- Per l'areale completo italiano Picris hieracioides appartiene alla seguente comunità vegetale:

Macrotipologia: vegetazione erbacea sinantropica, ruderale e megaforbieti.
Classe: Artemisietea vulgaris Lohmeyer, Preising & Tüxen ex Von Rochow, 1951
Ordine: Agropyretalia intermedii-Repentis Oberdorfer, Müller & Görs in Müller & Görs, 1969
Alleanza: Convolvulo arvensis-Agropyrion repentis Görs, 1966
Descrizione. L'alleanza Convolvulo arvensis-Agropyrion repentis è relativa alle comunità a ciclo biologico perenne formate in maggioranza da graminacee di tipo semiruderale e mesofile. Le distribuzione di questa alleanza è eurasiatica (o eurosiberiana). In Italia è presente nei territori con bioclima temperato.
Specie presenti nell'associazione: Elytrigia repens, Inula conyza, Echium vulgare, Lactuca perennis, Anthemis tinctoria, Dactylis glomerata, Diplotaxis tenuifolia, Falcaria vulgaris, Picris hieracioides e Poa compressa.

#### Sottospeciespinulosa

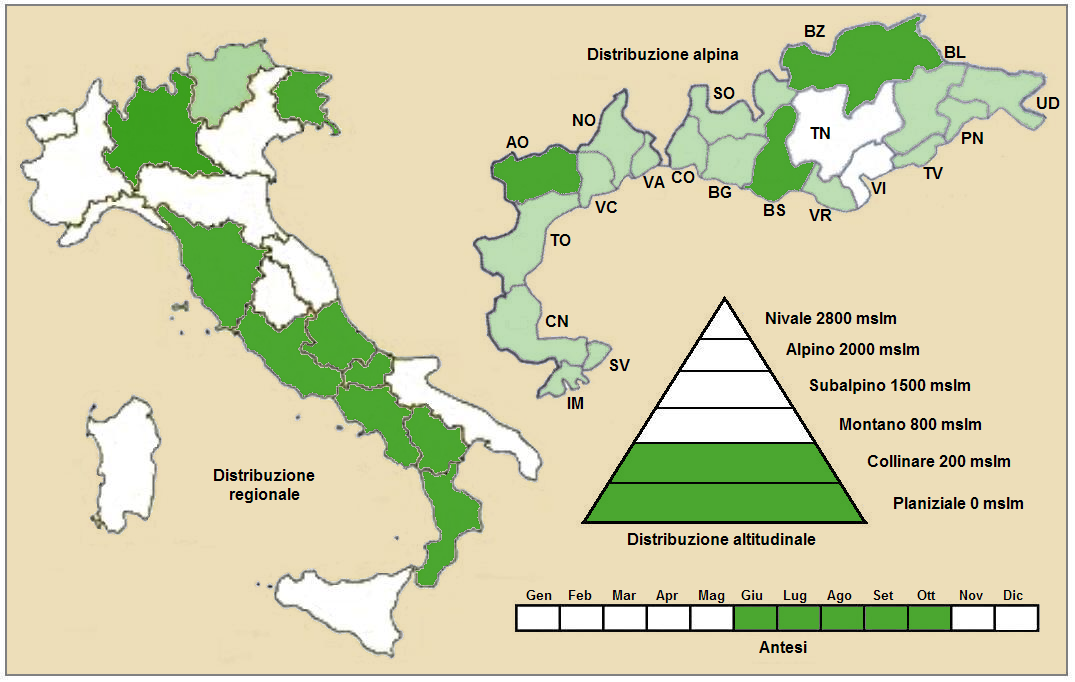
Distribuzione della sottospecie spinulosa
(Distribuzione regionale – Distribuzione alpina)

- Nome scientifico: Picris hieracioides subsp. spinulosa (Guss.) Arcang., 1882.
- Basionimo: Picris spinulosa (Guss.) Arcang., 1844.
- Nome comune: picride spinulosa;
- Descrizione: i fusti sono semplici o poco ramosi (i rami sono brevi); i capolini sono brevemente peduncolati; le squame dell'involucro sono scarsamente setolose (con setole chiare e brevi); diametro del capolino: 20 – 25 mm.
- geoelemento: il tipo corologico (area di origine) è Sud Est Europeo.
- Distribuzione: questa sottospecie sul territorio italiano è presente soprattutto al sud; nelle Alpi si trova in alcune province (AO, BS e BZ); oltre il confine italiano (sempre nelle Alpi) si trova in alcuni dipartimenti francesi (Alpes-de-Haute-Provence, Hautes-Alpes e Drôme); sugli altri rilievi europei è presente nel Massiccio Centrale, nei Pirenei e nei Carpazi.[27]
- Habitat: l'habitat tipico sono gli ambienti rudearali, pietrosi e lungo i margini stradali; il substrato preferito è sia calcareo che siliceo con pH basico, medi valori nutrizionali del terreno che deve essere arido.
- Distribuzione altitudinale: da un punto di vista altitudinale questa specie frequenta il piano vegetazionale collinare (oltre a quello planiziale).
- Fitosociologia: dal punto di vista fitosociologico alpino la presente sottospecie appartiene alla seguente comunità vegetale:[27]

Formazione: delle comunità perenni nitrofile
Classe: Artemisietea vulgaris
Ordine: Onopordetalia acanthii
Alleanza: Onopordion acanthii

#### Sottospeciegrandiflora

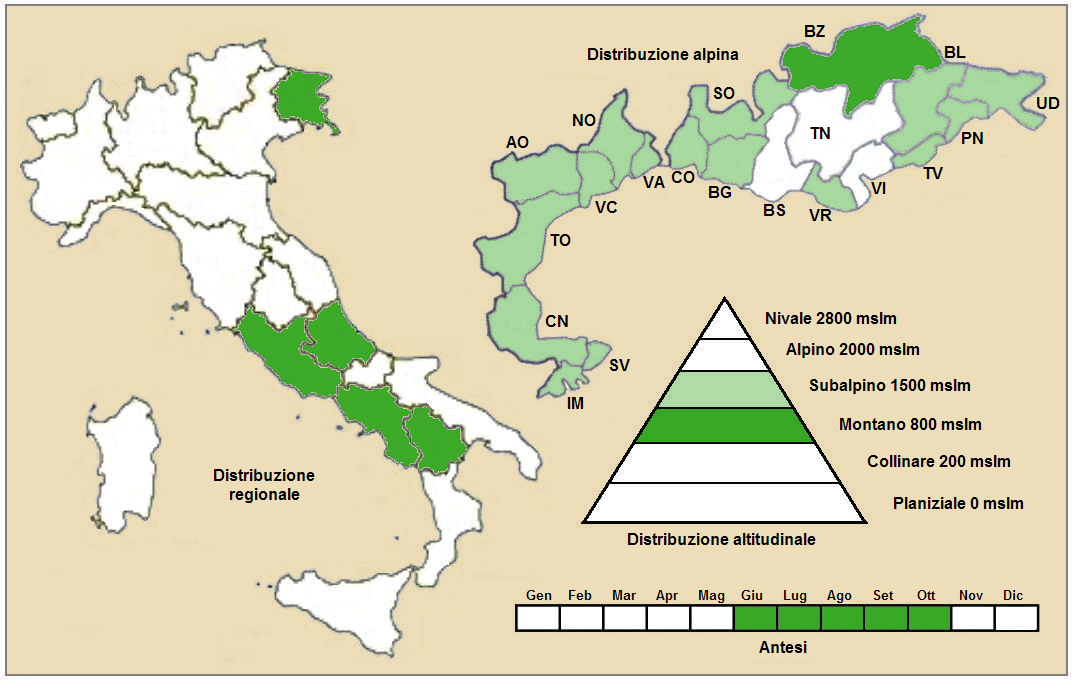
Distribuzione della sottospecie grandiflora
(Distribuzione regionale – Distribuzione alpina)

- Nome scientifico: Picris hieracioides subsp. grandiflora (Ten.) Arcang., 1882.
- Basionimo: Picris grandiflora Ten., 1830.
- Nome comune: picride a fiori grandi.
- Descrizione: i fusti sono densamente ispidi; le foglie sono pennatofide (quelle cauline sono lanceolato-lineari e sessili); le squame dell'involucro sono densamente setolose (con setole scure/nere e lunghe); diametro del capolino: 25 – 35 mm; gli acheni sono lunghi 5 – 6 mm.
- geoelemento: il tipo corologico (area di origine) è Orofita - Sud Europeo.
- Distribuzione: questa sottospecie sul territorio italiano è presente specialmente al Centro e al Sud; nelle Alpi si trova nella provincia di Bolzano e in Austria (Länder della Stiria e Austria Inferiore); sugli altri rilievi europei si trova nella Foresta Nera, Vosgi e Carpazi.
- Habitat: l'habitat tipico sono i prati freschi e i pascoli mesofili; il substrato preferito è sia calcareo che siliceo con pH neutro, medi valori nutrizionali del terreno che deve essere mediamente umido.
- Distribuzione altitudinale: da un punto di vista altitudinale questa specie frequenta il piano vegetazionale montano e in parte quello subalpino.
- Fitosociologia: dal punto di vista fitosociologico alpino la sottospecie grandiflora appartiene alla seguente comunità vegetale:[27]

Formazione: comunità delle macro- e megaforbie terrestri
Classe: Molinio-Arrhenatheretea
Ordine: Arrhenatheretalia elatioris
Alleanza: Triseto-Polygonion

#### Sottospecieumbellata

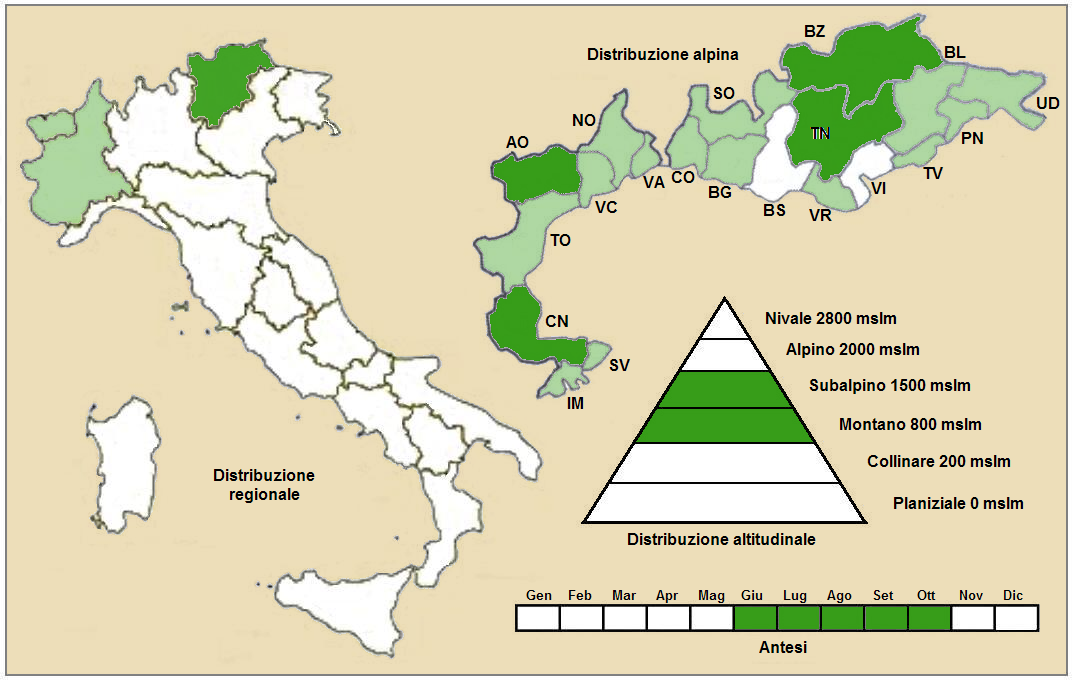
Distribuzione della sottospecie umbellata
(Distribuzione regionale – Distribuzione alpina)

- Nome scientifico: Picris hieracioides subsp. umbellata (Schrank) Ces., 1844.
- Basionimo: Picris villarsi Jord., 1848.
- Nome comune: picride di Villars.
- Descrizione: le foglie cauline variano da ovate a ovato-lanceolate (sono inoltre amplessicauli); le squame dell'involucro sono scarsamente setolose (con setole chiare e lunghe); diametro del capolino: 20 – 30 mm; l'involucro è lungo 10 – 12 mm.
- geoelemento: il tipo corologico (area di origine) è Orofita - Sud Europeo.
- Distribuzione: questa sottospecie sul territorio italiano è presente solamente nel Trentino-Alto Adige, nella Valle d'Aosta e nella provincia di Cuneo; all'estero (sempre nelle Alpi) si trova in Francia (dipartimenti di Alpes-de-Haute-Provence, Hautes-Alpes, Alpes-Maritimes, Drôme, Isère, Savoia, Alta Savoia), in Austria (Länder del Tirolo Settentrionale e Stiria); sugli altri rilievi europei si trova nei Vosgi, Massiccio del Giura, Massiccio Centrale, Pirenei e Carpazi.[27]
- Habitat: l'habitat tipico sono le colture, le schiarite forestali, i prati e pascoli mesofili, i megaforbieti e i popolamenti a felci; il substrato preferito è sia calcareo che siliceo con pH neutro, alti valori nutrizionali del terreno che deve essere umido.
- Distribuzione altitudinale: da un punto di vista altitudinale questa specie frequenta il piano vegetazionale montano e subalpino.
- Fitosociologia: dal punto di vista fitosociologico alpino la sottospecie umbellata appartiene alla seguente comunità vegetale:[27]

Formazione: comunità delle macro- e delle megaforbie terrestri;
Classe: Mulgedio-Aconitetea;
Ordine: Calamgrostietalia villosae;
Alleanza: Adenostylion.
- Sinonimi: nella "Flora d'Italia" questa sottospecie è denominata subsp. villarsii (Jord.) Nyman.

#### Altre sottospecie
Oltre alle sottospecie della flora spontanea italiana sono presente le seguenti entità:
- Picris hieracioides subsp. alinoorii Abedin & Ghafoor, 2017 - Distribuzione: Himalaya occidentale.
- Picris hieracioides var. janalamii Abedin & Ghafoor, 2017 - Distribuzione: Himalaya occidentale.
- Picris hieracioides subsp. kaimaensis (Kitam.) Kitam., 1957 - Distribuzione: Nepal, Pakistan, Tibet e Himalaya occidentale.
- Picris hieracioides subsp. rielii (Sennen) O.Bolòs & Vigo, 1987 - Distribuzione: Pirenei.

### Sinonimi
Questa entità ha avuto nel tempo diverse nomenclature. L'elenco seguente indica alcuni tra i sinonimi più frequenti:
Sinonimi per la subsp. grandiflora
- Picris grandiflora Ten.
- Picris paleacea  Vest

Sinonimi per la subsp. hieracioides
- Apargia hieracioides Willd.
- Apargia rigens  Mart. ex Rchb.
- Closirospermum asperum  Bubani
- Crepis aspera  Lam.
- Crepis hieracioides  Lam.
- Crepis lappacea  Lapeyr.
- Crepis scabra  Lapeyr.
- Crepis virgata  Lapeyr.
- Hedypnois hieracioides  Huds.
- Hieracium muricellum  Fr.
- Hieracium picris  E.H.L.Krause
- Leontodon hieracioides  DC.
- Picris altissima  Desf.
- Picris angustissima  Arv.-Touv. ex Chenevard
- Picris arvalis  Jord. ex Boreau
- Picris attenuata  A.Cunn.
- Picris corymbosa  Gren. & Godr.
- Picris crinita  Reut.
- Picris dahurica  DC.
- Picris flagellaris  Timb.-Lagr.
- Picris gracilis  Jord.
- Picris hamulosa  Wall.
- Picris hieracioides var. arenaria  (Nyár.) P.D.Sell
- Picris hieracioides var. leteae  (Nyár.) P.D.Sell
- Picris hieracioides subsp. tsekouensis  Kitam.
- Picris hieracium  With.
- Picris hispidissima  Lecoq & Lamotte ex Boiss.
- Picris kelleriana  Arv.-Touv. ex Schroet.
- Picris kochiana  Rouy
- Picris lappacea  Rchb.
- Picris monticola  Lamotte
- Picris nepalensis  W.H.Baxter
- Picris oligocephala  Schur
- Picris pauciflora  Guss. ex Ten.
- Picris pinnatifida  Jord.
- Picris prenanthoides  Schur
- Picris pyrenaica  Vill.
- Picris rigida  Ledeb. ex Spreng.
- Picris ruderalis  F.W.Schmidt ex Willd.
- Picris sonchoides var. arenaria  Nyár.
- Picris sonchoides var. leteae  Nyár.
- Picris stricta  Jord.
- Picris strigosa  Wall.
- Picris transsilvanica  Schur
- Picris undulata  Dulac

Sinonimi per la subsp. kaimaensis
- Picris japonica var. kaimaensis (Kitam.) H.S.Pak
- Picris kaimaensis Kitam.

Sinonimi per la subsp. rielii
- Picris rielii Sennen

Sinonimi per la subsp. spinulosa
- Picris spinulosa Bertol. ex Guss.

Sinonimi per la subsp. umbellata
- Apargia umbellata Schrank
- Leontodon corymbosus  Borkh.
- Leontodon umbellatus  Schrank
- Picris auriculata  Sch.Bip.
- Picris benearnensis  Rouy
- Picris crepoides  Saut.
- Picris hieracioides var. villarsii  (Jord.) P.D.Sell
- Picris orophila  Timb.-Lagr.
- Picris sonchoides  Vest
- Picris umbellata  Nees ex Bluff & Fingerh.
- Picris villarsii  Jord.

## Usi

### Farmacia
Secondo la medicina popolare le foglie possono essere usate come febbrifugo; mentre un impiastro sulla fronte può servire per il mal di testa.

### Cucina
Per questa pianta le parti commestibili sono le giovani foglie soprattutto cotte (crude sono abbastanza amare).

## Altre notizie
Il picride falso sparviere in altre lingue è chiamato nei seguenti modi:
- (DE)  Gewöhnliches Bitterkraut
- (FR)  Picride fausse épervière
- (EN)  Hawkweed Oxtongue